# Death in Vegas
Death in Vegas é uma banda britânica de rock psicodélico/electro rock formada em 1994.

## Discografia
Álbuns de estúdio
- 1997: Dead Elvis
- 1999: The Contino Sessions
- 2002: Scorpio Rising
- 2004: Satan's Circus

Compilações
- 2004: Back to Mine Vol. 16
- 2005: Milk It: The Best of Death in Vegas
- 2005: FabricLive.23
- 2007: The Best of Death in Vegas